# Rosèiras
Rosèiras (en francès Rosières) és un municipi francès situat al departament de l'Ardecha i a la regió d'Alvèrnia-Roine-Alps. L'any 2007 tenia 1.077 habitants.

## Demografia

### Població
El 2007 la població de fet de Rosières era de 1.077 persones. Hi havia 468 famílies de les quals 141 eren unipersonals (62 homes vivint sols i 79 dones vivint soles), 174 parelles sense fills, 132 parelles amb fills i 21 famílies monoparentals amb fills.
La població ha evolucionat segons el següent gràfic:
Habitants censats

### Habitatges
El 2007 hi havia 961 habitatges, 476 eren l'habitatge principal de la família, 465 eren segones residències i 20 estaven desocupats. 648 eren cases i 103 eren apartaments. Dels 476 habitatges principals, 352 estaven ocupats pels seus propietaris, 100 estaven llogats i ocupats pels llogaters i 24 estaven cedits a títol gratuït; 2 tenien una cambra, 17 en tenien dues, 115 en tenien tres, 136 en tenien quatre i 207 en tenien cinc o més. 381 habitatges disposaven pel capbaix d'una plaça de pàrquing. A 229 habitatges hi havia un automòbil i a 193 n'hi havia dos o més.

### Piràmide de població
La piràmide de població per edats i sexe el 2009 era:
| Homes | Edats   | Dones |
| ----- | ------- | ----- |
| 0     | 95 o +  | 0     |
| 8     | 90 a 94 | 0     |
| 4     | 85 a 89 | 20    |
| 8     | 80 a 84 | 8     |
| 24    | 75 a 79 | 48    |
| 48    | 70 a 74 | 48    |
| 24    | 65 a 69 | 28    |
| 24    | 60 a 64 | 8     |
| 32    | 55 a 59 | 48    |
| 32    | 50 a 54 | 24    |
| 44    | 45 a 49 | 36    |
| 44    | 40 a 44 | 32    |
| 28    | 35 a 39 | 28    |
| 40    | 30 a 34 | 16    |
| 28    | 25 a 29 | 32    |
| 8     | 20 a 24 | 20    |
| 24    | 15 a 19 | 24    |
| 44    | 10 a 14 | 24    |
| 28    | 5 a 9   | 16    |
| 16    | 0 a 4   | 16    |

## Economia
El 2007 la població en edat de treballar era de 629 persones, 417 eren actives i 212 eren inactives. De les 417 persones actives 347 estaven ocupades (196 homes i 151 dones) i 70 estaven aturades (32 homes i 38 dones). De les 212 persones inactives 85 estaven jubilades, 51 estaven estudiant i 76 estaven classificades com a «altres inactius».

### Ingressos
El 2009 a Rosières hi havia 507 unitats fiscals que integraven 1.168,5 persones, la mediana anual d'ingressos fiscals per persona era de 15.293 €.

### Activitats econòmiques
Dels 95 establiments que hi havia el 2007, 4 eren d'empreses alimentàries, 4 d'empreses de fabricació d'altres productes industrials, 17 d'empreses de construcció, 20 d'empreses de comerç i reparació d'automòbils, 4 d'empreses de transport, 18 d'empreses d'hostatgeria i restauració, 2 d'empreses d'informació i comunicació, 1 d'una empresa financera, 7 d'empreses immobiliàries, 8 d'empreses de serveis, 5 d'entitats de l'administració pública i 5 d'empreses classificades com a «altres activitats de serveis».
Dels 27 establiments de servei als particulars que hi havia el 2009, 1 era una oficina de correu, 4 tallers de reparació d'automòbils i de material agrícola, 4 paletes, 1 guixaire pintor, 4 fusteries, 1 lampisteria, 3 electricistes, 2 perruqueries, 3 restaurants, 2 agències immobiliàries, 1 tintoreria i 1 saló de bellesa.
Dels 9 establiments comercials que hi havia el 2009, 1 era un supermercat, 1 una gran superfície de material de bricolatge, 3 fleques, 1 una botiga d'electrodomèstics, 2 drogueries i 1 una floristeria.
L'any 2000 a Rosières hi havia 76 explotacions agrícoles que ocupaven un total de 336 hectàrees.

## Equipaments sanitaris i escolars
L'únic equipament sanitari que hi havia el 2009 era una farmàcia.
El 2009 hi havia una escola elemental.

## Poblacions més properes
El següent diagrama mostra les poblacions més properes.